# بهرام‌بیک
بهرام‌بیک، روستایی از توابع بخش قره‌پشتلو شهرستان زنجان در 45 کیلومتری استان زنجان می‌باشد ]

## جمعیت
این روستا در دهستان قره‌پشتلو بالا قرار دارد و براساس سرشماری مرکز آمار ایران در سال ۱۳۸۵، جمعیت آن ۴۶۹ نفر (۱۰۲خانوار) بوده‌است.